# 宅泥魚
三間魔（学名：Dascyllus aruanus），又稱三帶圓雀鯛，俗名為厚殼仔、三間雀、三間魔，為輻鰭魚綱鱸形目隆頭魚亞目雀鯛科的其中一種。

## 分布
本魚分布於印度西太平洋區，包括紅海、東非、馬爾地夫、斯里蘭卡、日本、台灣、中國南海、菲律賓、印尼、澳洲、所羅門群島、斐濟群島、馬紹爾群島、密克羅尼西亞、馬里亞納群島、萬那杜、新喀里多尼亞、夏威夷群島、法屬玻里尼西亞等海域。该物种的模式产地在南亚和东南亚。
- 一尾在關島海域的宅泥魚

## 深度
水深0至20公尺。

## 特徵
本魚圓形而側扁，體色以白色為底，身上有3條橫帶，其中第一條起於背鰭起點之前，經眼而達下頜，但吻部仍為白色；吻短而鈍圓。口中型；兩頜齒小而呈圓錐狀，靠外緣之齒列漸大且齒端背側有不規則之絨毛帶。眶前骨具鱗，眶下骨具鱗，下緣具鋸齒。第二條則起背鰭中央經胸鰭基部而達腹鰭；第三條則由背鰭後端至臀鰭。尾鰭白色，略呈叉形，背鰭略嘿。背鰭硬棘12枚、背鰭軟條11至13枚、臀鰭硬棘2枚、臀鰭軟條11至13枚。體長可達10公分。

## 生態
本魚棲息在珊瑚礁和沙地交接的枝狀珊瑚或軸孔珊瑚上，具強烈的領域性。以浮游動物、底棲的無脊椎動物和藻類為食。平時在珊瑚上方活動，遇到危險時就躲入珊瑚枝椏中以躲避敵害。生殖期時，雄魚會邀請雌魚產卵於他們的巢中，並保護卵直到它們孵化，而此時的親魚變成對其他的魚非常有侵略性。

## 經濟利用
為可愛的觀賞魚。很少人食用。

## 水族飼養
在中型缸里，建议只饲养1条,或雌雄配对；在大型珊瑚缸里
可以考虑飼养幾條和SPS珊瑚,观看它们盘居珊瑚,和其中1条雌性变大，成为雄性的景观。